# Мартін Аткінсон
Мартін Аткінсон (англ. Martin Atkinson; нар. 31 березня 1971 року, Бредфорд, Західний Йоркшир, Англія) — англійський футбольний арбітр. З 2005 року обслуговує Прем'єр-лігу, з 2006 — арбітр ФІФА. Народився у Бредфорді, але мешкає в Лідсі.

## Кар'єра
Почав кар'єру арбітра в ранньому віці, у 16 років. До 1998 року був включений до списку асистентів суддів у Футбольній лізі.
До грудня 2002 року Аткінсон працював головним арбітром на матчах Футбольної Конференції, а також був головним арбітром фіналу Молодіжного кубка Англії 2003 року.
До початку сезону 2003/04 Аткінсон увійшов в національний список арбітрів Англії. З серпня 2004 по жовтень 2005 року він не видалив з поля жодного футболіста.
Через всього два роки після свого дебюту в Конференції, Аткінсон був призначений на матч Прем'єр-ліги між «Манчестер Сіті» та «Бірмінгем Сіті».
13 серпня 2006 Аткінсон був головним арбітром матчу за Суперкубок Англії, в якому зустрілися «Ліверпуль» і «Челсі». Того ж року він був включений до списку арбітрів ФІФА.
1 березня 2016 увійшов до складу суддівської бригади для обслуговування матчів чемпіонату Європи з футболу 2016.
З осені 2016 обслуговує відбіркові матчі чемпіонату світу 2018.